# ヒューマン・ハイウェイ
『ヒューマン・ハイウェイ』（Human Highway）は、バーナード・シェイキーというペンネームで映画監督デビューを飾ったニール・ヤングが主演・共同監督を務めた1982年のアメリカン・コメディ映画。ディーン・ストックウェルが共同監督を務め、ラス・タンブリン、デニス・ホッパー、バンドDEVO（ディーヴォ）とともに出演した。ブージー・ボーイがリード・ヴォーカル、ヤングがリード・ギターを弾き、DEVOとヤングによる「Hey Hey, My My (Into the Black)」の共演が収録されている。
この映画は一部の劇場でしか上映されず、VHSで発売されたのは1995年のことだった。初公開時の評判は芳しくなかったが、最近では好意的な評価を受けている。
また日本では長らく未公開映画であったが、2015年の企画「日本初公開！世界のどす黒い危険な闇映画」の第4弾作品として、14年のトロント映画祭で上映されたディレクターズカット版が劇場公開された。

## あらすじ
原子力発電所に隣接する架空の町にある小さなガソリンスタンドの食堂で、従業員や客は地球最後の日であることを知らずに過ごしていた。若きオットー・クォーツは、最近亡くなった父親の遺言で、経営不振に陥っていたこの店のオーナーになった。従業員のライオネル・スイッチは、ロックスターになることを夢見る、おっちょこちょいで不器用な自動車整備士だ。「俺ならできる！」。ライオネルはよくそう叫ぶ。ささやかな人物造形とコラージュのような夢のシークエンスの後、核戦争が始まる中、舌をかみそうな振り付けのミュージカルがフィナーレを迎える。
核爆発後の破壊されたガソリンスタンドの食堂で、ブージー・ボーイはただ一人生き残った。オープニング・クレジットは、黙示録前の現在に戻るシーンである。（最新のディレクターズ・カットを含め、いくつかの編集ではこのシーンは最後に配置されている）。
原子力発電所のゴミ収集人（Devoのメンバー）は、放射性廃棄物が日常的に誤って処理され、近くの町リニア・バレーに投棄されていることを明らかにする。彼らは古いトラックに廃棄物の樽を積み込みながら、「Worried Man Blues」のリメイクを歌う。一方、ライオネルは相棒のフレッド・ケリー（ラス・タンブリン）と自転車で通勤する。フレッドは、オットー老人が最近死んだのは放射能中毒によるものだと言う。ライオネルは 「町中の車のほとんどすべてのラジエーターを修理してきた」ので、死んだのは自分自身であるべきだったと嘆く。
その日、食堂で若いオットーは、お金がないから従業員を解雇しなければならないと告げる。彼はウェイトレスのキャサリンを選ぶが、彼女は癇癪を起こして帰ろうとしない。彼女はオットー老人の写真が壁に貼られたブースに泣きながら座り、ジュークボックスで「この世の果てまで」を選ぶ。その後、ウェイトレスのアイリーンは、若いオットーが全員を解雇して建物を破壊し、保険金詐欺で取り立てようとする計画を耳にする。アイリーンはその計画に参加し、キスで取引を成立させることを要求する。
ライオネルはウェイトレスのシャーロット・グッドナイトに片思いしているが、彼女は牛乳配達のアール・デュークに片思いしている。地震の後、白い服を着たデュークが配達物を持って食堂に入ってくる。シャーロット......今朝ここに来る途中、君のことを考えていたら地球が動いたんだ」。彼女は 「あなたも感じたでしょ！」と答える。さらに彼は彼女にミルク風呂を勧める。彼がそこにいる間、食事中のアラブ人首長が、彼の 「白さ」と引き換えに富を差し出す。
リムジンがガソリンスタンドに止まる。ロックスターのアイドル、フランキー・フォンテーヌがリムジンに乗っていることを知ったライオネルは、この車には修理が必要だと主張する。ロックスターのフランキーに会ったライオネルは、豪奢で隠遁し、ドラッグに影響された生活を送っているように見えた。
フランキーのリムジンの修理中に頭を強打したライオネルは、夢の中に入る。彼は木製のインディアンのバックバンドを従えたロックスターになる。舞台裏で彼はアイリーンにミルク風呂に入れてもらう。ライオネルはバンド（木製のインディアンたち）とクルー（すべて覚醒している時の人々）と砂漠をトラックで旅する。木製のインディアンたちが行方不明になる。
「Goin' Back」（ヤングの曲）の間、側近たちはプエブロ近くの砂漠で再現する。ネイティブ・アメリカンは、行方不明になっていた木製のインディアンを燃やすためにかがり火を用意する。やがてライオネルは音楽を奏で、パウワウの中心になったかのような焚き火の周りで踊る。「Goin' Back」は、木製のインディアンを燃やすかがり火を見つめながら終わる。続いて「Hey,Hey,My,My」のデヴォとヤングの10分間のスタジオ・ジャム・パフォーマンスである。
ライオネルは、『オズの魔法使い』のドロシーのように、心配する友人たちに囲まれて夢から覚める。やがて世界規模の核戦争が始まる。ブージー・ボーイが 「眠りの時間」と告げるまで、何が起こっているのか誰もわからない。そして彼はシャベルを用意し、「穴を掘ってモグラのように踊れ！」と皆に命令する。そしてキャストたちは「Worried Man」の振り付けに入る。惑星は放射能の光に包まれ、キャストたちはまだお祭り騒ぎで、ハープの音楽とともに天国への階段を登っていく。

## キャスト
キャストはクレジット順に、ガレージのメカニック 「ライオネル・スイッチ」役にニール・ヤング、ライオネルの友人 「フレッド・ケリー」役にラス・タンブリン、レストランとガソリンスタンドのオーナー 「オットー・クォーツ」役にディーン・ストックウェル、調理師「クラッカー」役のデニス・ホッパー。 ウェイトレスはシャーロット・スチュワートが「シャーロット」、サリー・カークランドが「キャサリン」、ジェラルディン・バロンが「アイリーン」を演じた。出演者の何人かはデイヴィッド・リンチのお気に入りとなった。Devoのメンバーは 「Nuclear Garbagepersons」としてキャスティングされた。この映画は、牛乳配達人 「アール・デューク」役にキャスティングされた1960年代のフォークシンガー、デヴィッド・ブルーが亡くなった直後に公開された。

## 制作
ヤングは4年間で300万ドルを製作費に費やした。撮影は1978年にサンフランシスコとニューメキシコ州タオスで開始。撮影は1981年にハリウッドのローリー・スタジオのサウンドステージで再開された。ダイナーやガソリンスタンドを含むセットは、ヤングの特別な要望に沿って作られた。彼の最初のアイデアは、地球最後の日のライオネルと傍観者の一日を描くことだった。俳優たちはそれぞれのキャラクターを作り上げることになっていた。脚本は、即興と小さなストーリーラインを展開させながらの組み合わせだった。ヤング、ストックウェル、タンブリンが脚本の中心となった。
中毒になったコックを演じたデニス・ホッパーは、撮影現場で本物のナイフを使って包丁芸を披露していた。サリー・カークランドは彼からナイフを奪おうとして腱を切断。彼女は病院に入院し、後にホッパーは手に負えなかったとして訴えた。ホッパーはこの時期の薬物乱用を認めている。
ディーヴォにとって、ハリウッドとの初めての経験だった。ジェラルド・カサールによれば、バンドは、過剰なアルコールとドラッグの乱用、ロックスターへの憧れなど、奇妙な行動を観察し、ヤングを中心とした「最も地に足のついた」人間として、取り除かれたように感じたという。
 
Devoとの 「Hey Hey My My 」映像はサンフランシスコのDifferent Furで録音された。マーク・マザーズボーが 「ブージー・ボーイ」として、この演奏中に「Rust never sleeps」というDevoの台詞を挿入した。このセリフは、その後すぐにヤングの同名の作品のインスピレーションとなった。ヤングはこの演奏の映像を自身のバンド、クレイジー・ホースに見せた。ギタリストのフランク・サンペドロは、その結果「ヘイ・ヘイ・マイ・マイ」を「よりハードに」演奏したと語っている。

## クレジット
編集とポストプロダクション監修はジェームズ・ベシアーズ（『マダガスカル』『シャーク・テイル』『シュレック』）。脚本はバーナード・シェイキー（ニール・ヤング）、ジャンヌ・フィールド、ディーン・ストックウェル、ラス・タンブリン、ベシアーズ。Devoのメンバーは自分たちのパートを書くように頼まれた。振付はタンブリンが担当。音楽はニール・ヤングとディーヴォが担当。マーク・マザーズボー（『ラグラッツ』、『キミに逢えたら!』、『ハービー/機械じかけのキューピッド』、『Rushmore』、『ザ・ロイヤル・テネンバウムズ』、『レゴ・ムービー』）は、ブージー・ボーイと「Nuclear Garbagepersons」を演じている。映画の中でヤングが歌った曲のほとんどは、アルバム『トランス』からリリースされる。

## 公開

### 評価
ヒューマン・ハイウェイ』は一般的に 「奇想天外 」なコメディとして評価されている。1983年6月にロサンゼルスで公式プレミア上映された後、少数の映画館で短期間上映されただけだった。批評家の評価は芳しくなくそして観客を混乱させた。1996年にVHSでリリースされた後、TVガイド誌で 「ベタで楽しい」、ヤングの演技が 「驚くほど面白い」と評されるなど、好評を博している。また、TVガイド誌は、この映画が初公開時に存在したレイト・ショーでうまくいっただろうと示唆した。あるカルト映画評論家は、この映画は自己中心的であり、完全主義者のみに価値があると評した。ヤングの独創的な意図は、『オズの魔法使い』の夢物語を参考にすることだった。ロッテン・トマトのあらすじによれば、この映画は 「麻薬漬けのオズの魔法使い」である。『シアトル・タイムズ』紙の批評家トム・キョウによる最近の批評では、ティム・バートンに先駆けて 「超リアルなセット」が使われ、ポール・モリセイやジョン・ウォーターズの影響を受けたとわかる演出もある。

### ビデオ・リリース
この映画は、初上映から12年後の1995年にWEAからVHSフルスクリーン版（レーザーディスクも）がリリースされた。ニールの「ディレクターズ・カット」のDVDとブルーレイは、2016年7月22日、コンサート映画『ラスト・ネヴァー・スリープス』のDVDとブルーレイリリースと同時に発売された。劇場公開版とは異なる編集で、さらに8分短くなっている。夢のシークエンスはもともと「Ride My Llama」のコンサート・バージョンをフィーチャーしていたが、1995年版では「Goin' Back」のアルバム・バージョンに差し替えられた。この映画のいくつかのシーンは、Devoのミュージック・ビデオ集『We're All Devo』と『The Complete Truth About Devolution』に収録され、「Worried Man」という曲のために1つの連続したビデオとして登場するように編集された。
日本盤のVHSやレーザー・ディスク版は存在しなかったが、2017年7月5日にDVD版がリリース。2021年8月4日にブルーレイ版がリリースされた。